# Kolonijka (Bednary)
Kolonijka – część wsi Bednary w Polsce położona w województwie łódzkim, w powiecie łowickim, w gminie Nieborów.
W latach 1975–1998 Kolonijka administracyjnie należała do województwa skierniewickiego.